# Hamburg Open 2024
Hamburg Open 2024 byl společný tenisový turnaj na profesionálních okruzích mužů ATP Tour a žen WTA 125, hraný v areálu Am Rothenbaum. Stý osmnáctý ročník mužského a dvacátý druhý ročník ženského Hamburg Open probíhal mezi 15. červencem a 10. srpnem 2024 v německém Hamburku na antukových dvorcích.
Mužský turnaj s rozpočtem 2 047 730 eur patřil do kategorie ATP Tour 500. Ženská událost se poprvé konala pod názvem ECE Ladies Hamburg Open a byla degradována z okruhu WTA Tour do série WTA 125. Její dotace činila 100 000 eur. Nejvýše nasazenými singlisty se stali čtvrtý muž klasifikace Alexander Zverev z Německa a  osmdesátá druhá tenistka světa Majar Šarífová z Egypta. Jako poslední přímý účastník do dvouhry nastoupil německý 82. hráč žebříčku Daniel Altmaier.
V důsledku invaze Ruska na Ukrajinu na konci února 2022 řídící organizace tenisu ATP, WTA a ITF s grandslamy rozhodly, že ruští a běloruští tenisté mohli dále na okruzích startovat, ale do odvolání nikoli pod vlajkami Ruska a Běloruska.
Druhý singlový titul na okruhu ATP Tour vybojoval 20letý Francouz Arthur Fils, jenž se poprvé posunul do první světové dvacítky. Mužskou čtyřhru ovládli Němci Kevin Krawietz a Tim Pütz, kteří premiérově zvítězili jako pár. Druhou trofej z dvouhry okruhu WTA 125 vyhrála Maďarka Anna Bondárová, která s Belgičankou Kimberley Zimmermannovou triumfovala i v deblové soutěži.

## Rozdělení bodů a finančních odměn

### Rozdělení bodů
| Soutěž       | Soutěž       | vítězové | finalisté | semifinalisté | čtvrtfinalisté | 16 v kole | 32 v kole | Q  | Q2 | Q1 |
| ------------ | ------------ | -------- | --------- | ------------- | -------------- | --------- | --------- | -- | -- | -- |
| dvouhra mužů | [ 2 ]        | 500      | 330       | 200           | 100            | 25        | 0         | 25 | 13 | 0  |
| čtyřhra mužů | [ 9 ] [ 10 ] | 500      | 300       | 180           | 90             | —         | —         | 45 | 25 | 0  |
| dvouhra žen  | [ 3 ] [ 11 ] | 125      | 81        | 49            | 27             | 15        | 1         | 6  | —  | 1  |
| čtyřhra žen  | [ 12 ]       | 125      | 81        | 49            | 1              | —         | —         | —  | —  | —  |

### Finanční odměny
| Soutěž                              | Soutěž       | vítězové  | finalisté | semifinalisté | čtvrtfinalisté | 16 v kole | 32 v kole | Q2      | Q1      |
| ----------------------------------- | ------------ | --------- | --------- | ------------- | -------------- | --------- | --------- | ------- | ------- |
| dvouhra mužů                        | [ 2 ] [ 13 ] | 353 750 € | 190 345 € | 101 460 €     | 51 835 €       | 27 670 €  | 14 760 €  | 7 565 € | 4 245 € |
| čtyřhra mužů                        | [ 9 ] [ 10 ] | 116 220 € | 61 980 €  | 31 360 €      | 15 680 €       | 8 120 €   | —         | —       | —       |
| dvouhra žen                         | [ 3 ] [ 11 ] | 13 040 €  | 7 390 €   | 5 222 €       | 3 478 €        | 1 740 €   | 1 086 €   | 0 €     | 870 €   |
| čtyřhra žen                         | [ 12 ]       | 5 220 €   | 3 740 €   | 2 260 €       | 1 740 €        | —         | —         | —       | —       |
| částka ve čtyřhře je uvedena na pár |              |           |           |               |                |           |           |         |         |

## Dvouhra mužů

### Nasazení
| Stát                            | Hráč                | ATP | Nasazení |
| ------------------------------- | ------------------- | --- | -------- |
| Německo                         | Alexander Zverev    | 4.  | 1.       |
| Dánsko                          | Holger Rune         | 15. | 2.       |
| Argentina                       | Sebastián Báez      | 18. | 3.       |
| Argentina                       | Francisco Cerúndolo | 30. | 4.       |
| Francie                         | Arthur Fils         | 34. | 5.       |
| Itálie                          | Matteo Arnaldi      | 35. | 6.       |
| Itálie                          | Luciano Darderi     | 37. | 7.       |
| Čína                            | Čang Č’-čen         | 38. | 8.       |
| Žebříček ATP k 1. červenci 2024 |                     |     |          |

### Jiné formy účasti
Následující hráči obdrželi divokou kartu do hlavní soutěže:
- Maximilian Marterer
- Rudolf Molleker
- Henri Squire

Následující hráč nastoupil pod žebříčkovou ochranou:
- Kwon Sun-u

Následující hráči postoupili z kvalifikace:
- Ugo Blanchet
- Jesper de Jong
- Felipe Meligeni Alves
- Marco Trungelliti

Následující hráči postoupili z kvalifikace jako šťastní poražení:
- Francisco Comesaña
- Nick Hardt

### Odhlášení
před zahájením turnaje
- Alejandro Davidovich Fokina → nahradil jej  Facundo Díaz Acosta
- Dan Evans → nahradil jej  Kwon Sun-u
- Gaël Monfils → nahradil jej  Zizou Bergs
- Corentin Moutet → nahradil jej  Hugo Gaston
- Lorenzo Musetti → nahradil jej  Dominik Koepfer
- Lorenzo Sonego → nahradil jej  Nick Hardt
- Henri Squire → nahradil jej  Francisco Comesaña

## Mužská čtyřhra

### Nasazení
| Stát                                                                                     | Hráč            | Stát       | Hráč                   | ATP | Nasazení |
| ---------------------------------------------------------------------------------------- | --------------- | ---------- | ---------------------- | --- | -------- |
| USA                                                                                      | Austin Krajicek | USA        | Rajeev Ram             | 25. | 1.       |
| Německo                                                                                  | Kevin Krawietz  | Německo    | Tim Pütz               | 30. | 2.       |
| Francie                                                                                  | Fabien Reboul   | Francie    | Édouard Roger-Vasselin | 46. | 3.       |
| Austrálie                                                                                | Matthew Ebden   | Austrálie  | John Peers             | 52. | 4.       |
| Belgie                                                                                   | Sander Gillé    | Belgie     | Joran Vliegen          | 58. | 5.       |
| Indie                                                                                    | Sriram Baladži  | Indie      | Rohan Bopanna          | 68. | 6.       |
| Spojené království                                                                       | Lloyd Glasspool | Nizozemsko | Jean-Julien Rojer      | 71. | 7.       |
| Rakousko                                                                                 | Alexander Erler | Rakousko   | Lucas Miedler          | 87. | 8.       |
| Žebříček ATP k 1. červenci 2024; číslo je součtem žebříčkového postavení obou členů páru |                 |            |                        |     |          |

### Jiné formy účasti
Následující páry obdržely divokou kartu do čtyřhry:
- Dustin Brown /  Daniel Masur
- Dominik Koepfer /  Andreas Mies

Následující pár postoupil z kvalifikace:
- Džívan Nedunčežijan /  Vidžaj Sundar Prašanth

### Odhlášení
před zahájením turnaje
- Simone Bolelli /  Andrea Vavassori → nahradili je  Alexander Erler /  Lucas Miedler
- Máximo González /  Andrés Molteni → nahradili je  Jakob Schnaitter /  Mark Wallner
- Wesley Koolhof /  Nikola Mektić → nahradili je  Constantin Frantzen /  Hendrik Jebens
- Rafael Matos /  Marcelo Melo → nahradili je  Thiago Seyboth Wild /  Alexandr Ševčenko

## Ženská dvouhra

### Nasazení
| Stát                             | Hráčka              | WTA  | Nasazení |
| -------------------------------- | ------------------- | ---- | -------- |
| Egypt                            | Majar Šarífová      | 82.  | 1.       |
| Německo                          | Tamara Korpatschová | 94.  | 2.       |
| Nizozemsko                       | Arantxa Rusová      | 103. | 3.       |
| Maďarsko                         | Anna Bondárová      | 106. | 4.       |
| Brazílie                         | Laura Pigossiová    | 110. | 5.       |
| Slovensko                        | Rebecca Šramková    | 111. | 6.       |
| Německo                          | Eva Lysová          | 112. | 7.       |
| Chorvatsko                       | Jana Fettová        | 113. | 8.       |
| Žebříček WTA k 29. červenci 2024 |                     |      |          |

### Jiné formy účasti
Následující hráčky obdržely divokou kartu do hlavní soutěže:
- Tessa Brockmannová
- Carolina Kuhlová
- Julia Middendorfová
- Johanna Silvaová

Následující hráčky postoupily z kvalifikace:
- Marie Benoîtová
- Anna Petkovicová
- Dejana Radanovićová
- Anastasija Soboljevová

### Odhlášení
před zahájením turnaje
- Sára Bejlek → nahradila ji  Kateryna Baindlová
- Fiona Ferrová → nahradila ji  Lea Boškovićová
- Anna Karolína Schmiedlová → nahradila ji  Mona Barthelová
- Panna Udvardyová → nahradila ji  Despina Papamichailová

## Ženská čtyřhra

### Nasazení
| Stát                                                                          | Hráčka                | Stát  | Hráčka               | WTA  | Nasazení |
| ----------------------------------------------------------------------------- | --------------------- | ----- | -------------------- | ---- | -------- |
| Spojené království                                                            | Maia Lumsdenová       | Česko | Anna Sisková         | 139. | 1.       |
| Itálie                                                                        | Angelica Moratelliová | USA   | Sabrina Santamariová | 165. | 2.       |
| Žebříček WTA k 29. červenci 2024; číslo je součtem umístění obou členek páru. |                       |       |                      |      |          |

### Jiné formy účasti
Následující pár obdržel divokou kartu do čtyřhry:
- Noma Noha Akugueová /  Ella Seidelová

## Přehled finále

### Mužská dvouhra
- Arthur Fils vs.  Alexander Zverev, 6–3, 3–6, 7–6(7–1)

### Ženská dvouhra
- Anna Bondárová vs.  Arantxa Rusová, 6–4, 6–2

### Mužská čtyřhra
- Kevin Krawietz /  Tim Pütz vs.  Fabien Reboul /  Édouard Roger-Vasselin, 7–6(10–8), 6–2

### Ženská čtyřhra
- Anna Bondárová /  Kimberley Zimmermannová vs.  Arantxa Rusová /  Nina Stojanovićová, 5–7, 6–3, [11–9]